# Фьорилли, Тиберио
Тибе́рио Фьори́лли (Фиорилли, Фиорилло, Фирелли) (итал. Tiberio Fiorilli; 9 ноября 1608, Неаполь — 7 декабря 1694, Париж) — итальянский актёр комедии дель арте.
Играл в Мантуе, Флоренции, Неаполе. Около 1640 года по неизвестным причинам, возможно, просто следуя за труппой актёров или убегая от политических интриг, вместе со своей женой актрисой Маринеттой и другими итальянскими актёрами отправился во Францию во времена правления Людовика XIII.
С 1661 года Мольер делил сцену в Пале-Рояль с труппой Итальянской комедии, где в роли Скарамуччи выступал Фьори́лли.
Известен, прежде всего, как исполнитель роли Скарамучча (Скарамуша), южного варианта маски Капитана. Фьорилли лишил маску всех военных атрибутов и даже не носил шпагу (и именно такой образ Скарамучча сохранился до наших дней), но он отличался неистощимой выдумкой, хорошо владел актёрской техникой, его игра изобиловала техническими трюками. В этом образе отчётливо проявилась реалистическая направленность его творчества. Он выступал без маски, покрывая лицо гримом, носившим гротесковый характер, был блестящим мастером мимики.
Его игра так понравилась королеве Анне Австрийской, что та позволила ему выступать при Парижском дворе. Говорят, что однажды, когда двухлетний Дофин (будущий король Людовик XIV) кричал и плакал, Фьорилли, как Скарамуш, смог своими гримасами и дурачеством утешить его. После этого ему было приказано посещать двор каждую ночь, чтобы развлекать Дофина.
Игра Фьори́лли оказала воздействие на актёрское творчество Мольера, который многому у него научился.
В 1670-х годах Фьорилли с большим успехом изображал Скарамуша на сценах в Лондоне. Он был способен на ловкий фарс, включая танцы и акробатику. Пишут, что в свои 80 лет он сохранял способность имитировать удар по лицу другого актера.
В 1690 году Фьори́лли оставил сцену.

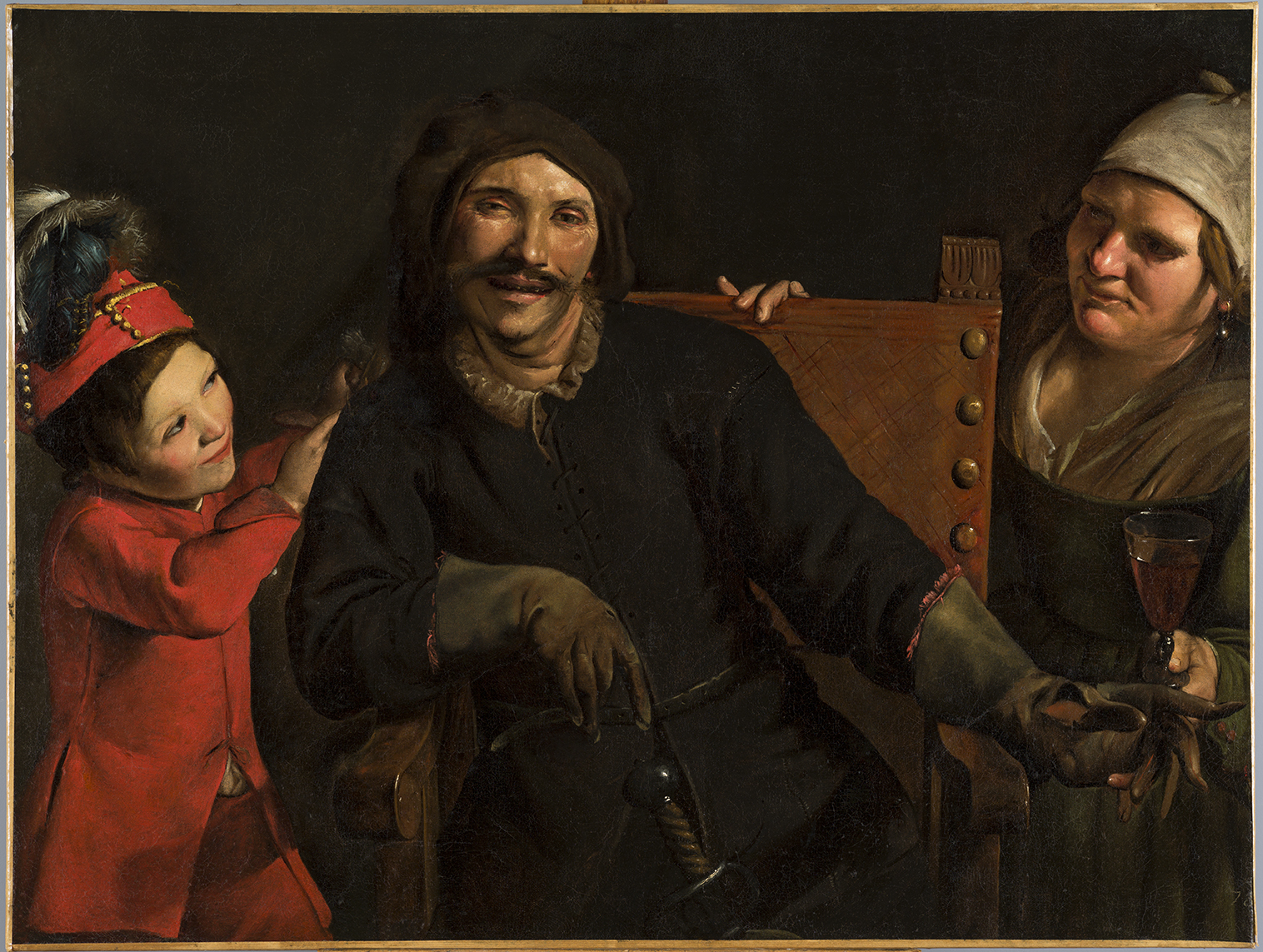
Портрет Тибе́рио Фьори́лли в роли Скарамучча (Скарамуша) худ. Пьетро Паолини

Умер в Париже в 1694 году и похоронен в церкви Сент-Эсташ.